# Homalodromia
Homalodromia is een geslacht van kreeftachtigen uit de klasse van de Malacostraca (hogere kreeftachtigen).

## Soort
- Homalodromia coppingeri Miers, 1884